# Richard Wright (piłkarz)
Richard Ian Wright (ur. 5 listopada 1977 roku w Ipswich) – angielski trener, dawniej piłkarz występujący na pozycji bramkarza.

## Kariera klubowa
Richard Ian Wright zawodową karierę rozpoczynał w 1994 roku w Ipswich Town. W pierwszym składzie zadebiutował w sierpniu 1996 roku w spotkaniu przeciwko Manchester City. Na Portman Road początkowo pełnił rolę rezerwowego dla Kanadyjczyka Craiga Forresta, jednak z czasem wywalczył sobie pozycję pierwszego bramkarza. W sezonie 1999/2000 w dużym stopniu przyczynił się do awansu swojej drużyny do Premier League poprzez baraże. Łącznie dla Ipswich przez siedem lat gry Wright rozegrał 240 ligowych meczów.
5 lipca 2001 roku przeniósł się do Arsenalu, z którym podpisał pięcioletni kontrakt. Klub ten zapłacił za niego sześć milionów funtów. O miejsce w pierwszym składzie rywalizował z Davidem Seamanem oraz Austriakiem Alexem Manningerem. Zadebiutował 29 września 2001 roku w spotkaniu przeciwko Derby County. Z powodu kontuzji Seamana Wright stał się podstawowym bramkarzem w drużynie. Po powrocie do zdrowia Seamana i silniejszej pozycji w drużynie Stuarta Taylora, Wright regularnie grywał w Pucharze Anglii. W finale tych rozgrywek w bramce Arsenalu stanął jednak Seaman, a Arsenal wygrał z Chelsea 2:0. W sezonie 2001/2002 na ligowych boiskach Wright pojawił się dwanaście razy, a w pozostałych rozgrywkach rozegrał łącznie dziesięć meczów. Razem z zespołem sięgnął także po mistrzostwo kraju.
Latem 2002 roku piłkarz postanowił zmienić klub. 24 lipca za 3,5 miliona funtów trafił do Evertonu. W tym angielskim klubie Wright wywalczył sobie miejsce w podstawowej jedenastce. W sezonie 2002/2003 wystąpił w 33 ligowych spotkaniach, jednak w kolejnych rozgrywkach rozpoczęły się jego problemy ze zdrowiem. Na skutek kontuzji stawu kolanowego miejsce w pierwszej jedenastce Evertonu zajął Nigel Martyn, natomiast Wright grywał sporadycznie. Gdy w 2007 roku obaj piłkarze nie byli zdolni do gry, działacze Evertonu zdecydowali się wypożyczyć z Manchesteru United Amerykanina Tima Howarda. Łącznie dla Evertonu Wright rozegrał 60 meczów, jednak w ciągu ostatnich czterech lat spędzonych na Goodison Park w bramce stanął 27 razy.
4 lipca 2007 roku angielski bramkarz trafił do West Ham United. W tym samym czasie włodarze Evertonu sprzedali także włoskiego obrońcę Alessandro Pistone do RAEC Mons. W West Ham miejsce w podstawowym składzie miał jednak zapewnione Robert Green, dlatego też Richard Wright 20 marca 2008 roku został wypożyczony do Southampton. Na skutek kontuzji trzech bramkarzy tego klubu, Wright został bramkarzem numer jeden w nowej drużynie. Zadebiutował 22 marca w zremisowanym 0:0 pojedynku z Coventry City. 18 kwietnia działacze Southampton przedłużyli wypożyczenie Anglika do końca ligowych rozgrywek. 21 lipca 2008 wrócił do Ipswich podpisując dwuletni kontrakt z tym klubem.
31 sierpnia 2012 podpisał kontrakt z Manchesterem City.

## Kariera reprezentacyjna
W reprezentacji Anglii Wright zadebiutował 3 czerwca 2000 roku w towarzyskim spotkaniu przeciwko Malcie. W 88. minucie tego pojedynku obronił rzut karny, a Anglicy zwyciężyli ostatecznie 2:1. W tym samym roku Kevin Keegan powołał Wrighta na mistrzostwa Europy. Na tym turnieju reprezentacja Anglii zajęła trzecie miejsce w swojej grupie i niespodziewanie odpadła z turnieju. Na boiskach Belgii i Holandii Wright był trzecim po Davidzie Seamanie i Nigelu Martynie bramkarzem w drużynie. Po mistrzostwach wystąpił jeszcze w przegranym 0:2 spotkaniu z Holandią, które odbyło się 15 sierpnia 2001 roku na stadionie White Hart Lane. Do zespołu narodowego wychowanek Ipswich Town został powołany łącznie 28 razy, ostatni raz 2 lipca 2003 roku na mecz z Turcją.